# Arnór Sigurðsson
Arnór Sigurðsson, född 15 maj 1999 i Akranes, är en isländsk fotbollsspelare som spelar för Malmö FF.

## Karriär

### IFK Norrköping
Sigurðsson inledde sin karriär i hemortens IA Akraness där han gjorde debut i A-laget redan som 16-åring med en match i den isländska högstaligan Úrvalsdeild under 2015. I mars 2017 värvades Sigurðsson till svenska IFK Norrköping. Första tiden i Sverige var han utlånad till IFK:s samarbetsklubb IF Sylvia där det blev totalt tre matcher och tre mål. Under 2017 hann han också med att göra allsvensk debut för IFK då han byttes in i 1-1-matchen mot Kalmar FF. Dessförinnan hade han också på allvar debuterat i A-laget med ett inhopp i Svenska cupen mot Bollnäs GoIF. Under 2018 fick han göra sin första allsvenska match från start mot Östersunds FK där Sigurðsson redan efter cirka 20 minuter hade gjort sina två första mål för klubben.

### CSKA Moskva
Efter en succéartad fortsättning av säsongen 2018, med ytterligare ett mål samt tre assist, värvades han den 31 augusti samma år till ryska klubben CSKA Moskva i en affär som enligt dåvarande IFK-ordföranden Peter Hunt beskrevs som den största affären IFK Norrköping varit inblandad i. Uppgifter säger att IFK Norrköping fick ta emot cirka 40 miljoner kronor för islänningen, vilket även gör honom till en av de dyraste försäljningarna från Allsvenskan någonsin. Under det inledande året i CSKA gjorde Sigurðsson bland annat mål i Champions league-mötet med spanska storklubben Real Madrid.
Efter en mindre lyckad tid i CSKA och en utlåning till den italienska klubben Venezia FC gjorde islänningen klart med ett lån med sin genombrottsklubb IFK Norrköping den 14 juli. Lånet sträcker sig fram till sommaren 2023.

### Blackburn Rovers
Den 21 juni 2023 skrev islänningen på ett lån med engelska klubben Blackburn Rovers fram till sommaren 2024. I december 2023 blev Sigurðsson klar för en permanent övergång till Blackburn Rovers och skrev på ett 1,5-årskontrakt med klubben.

### Malmö FF
Den 19 februari 2025 värvades Sigurðsson av Malmö FF, där han skrev på ett treårskontrakt.

## Landslagskarriär
Sigurðsson har representerat Islands landslag på ett flertal nivåer, och gjorde debut under Erik Hamrén i A-landslaget mot Belgien i Uefa Nations League den 15 november 2018.